# 차트라
차트라(산스크리트어: छत्र)는 힌두교, 자이나교, 불교에서 사용되는 상서로운 상징이다.

## 다양한 전통의 차트라
힌두 신화에 따르면, 차트라는 왕권의 구현체로도 여겨지는 바루나의 상징이다. 차트라는 또한 이담과 이슈타-데바타인 신이기도 하다. 다양한 다르마 전통에서 차트라는 전륜성왕의 의장으로 사용된다.
가네샤(특히 가네쉬 차투르티), 레반타, 수리야, 비슈누(바마나 아바타라) 등 많은 신들이 차트라로 묘사되어 있다. 차트라는 디감바르 자이나교 전통과 바즈라야나 전통 등 수많은 아슈타망갈라의 팔색조 또는 세트 내에서 보편성에 가까운 상징으로 묶여 있다.
다르마 전통 도상학, 티베트의 전통 의학인 탕카와 아유르베다 도표에서는 차트라를 일률적으로 사하스라라로 표현한다.
금강승 불교에서는 우산이나 양산이 아슈타망갈라 또는 팔색조에 포함된다.
차트라는 발다친과 유사한 상징적 가치를 공유하고 있으며, 비슈바카르마의 이미지를 참조한다.
버마 문화권에서 흐티는 레갈리아로 간주되며 버마 파고다의 위에도 씌여진다.

### 인용주
1. ↑  Also chatraratna(산스크리트어: छत्ररत्न "jewelled/precious parasol"

### 참조주
1. ↑  “Collections-Virtual Museum of Images and Sounds”. 《vmis.in》. American Institute of Indian Studies.

## 서지
- Dictionary of Hindu Lore and Legend (ISBN 0-500-51088-1) by Anna Dallapiccola
- General Buddhist Symbols